# Ranomi Kromowidjojo
Ranomi Kromowidjojo, née le 20 août 1990 à Sauwerd, est une nageuse néerlandaise spécialiste de nage libre dont la carrière s'étend de 2006 à 2022. Elle a remporté trois médailles d'or aux Jeux olympiques, deux en individuel sur 100 et 50 mètres nages libre en 2012 ainsi qu'une en 2008 avec le relais 4 × 100 m nage libre néerlandais.

## Biographie

### Débuts
Ranomi Kromowidjojo naît le 20 août 1990 à Sauwerd dans la province de Groningue aux Pays-Bas, d'origine javanaise-surinamaise. Elle découvre l'eau très vite, ses grands-parents l'emmenant souvent à la piscine avec son frère. C'est sur les traces de celui-ci qu'elle se lance dans la compétition, en grimpant les échelons, d'abord au niveau provincial puis national avec de bons résultats. En 2005, Ranomi Kromowidjojo participe aux championnats d'Europe juniors à Budapest, où elle remporte une médaille de bronze sur 50 m nage libre.
En 2006, elle fait partie de la sélection néerlandaise pour les championnats d'Europe seniors à Budapest. À seulement quinze ans, elle y obtient une médaille d'argent avec le relais 4 × 100 m nage libre ; ses équipières en finale étant Inge Dekker, Chantal Groot et Marleen Veldhuis. Elle nage aussi les séries du relais 4 × 100 m 4 nages mais pas la finale, où les Néerlandaises terminent 5e. En individuel, elle atteint la 23e place du 50 m libre et la 25e du 50 m papillon.
Ranomi Kromowidjojo se qualifie ensuite pour les championnats du monde 2007 de Melbourne, ses premiers mondiaux. Elle s'illustre sur le relais du 4 × 100 m nage libre avec Inge Dekker, Femke Heemskerk et Marleen Veldhuis : les Néerlandaises montent sur la troisième marche du podium. Elle atteint aussi les demi-finales du 100 m nage libre. En fin d'année, à l'occasion de la Dutch Open Swim Cup, elle fait partie du relais du 4 × 100 m nage libre qui bat le record du monde de l'épreuve en petit bassin, au cours d'une tentative spéciale. Kromowidjojo nage le second relais le plus rapide avec 52 s 88, derrière Veldhuis en 51 s 62. La semaine suivante, elle dispute les championnats d'Europe en petit bassin de Debrecen. Elle bat un nouveau record du monde avec l'équipe néerlandaise, cette fois sur le 4 × 50 m nage libre, avec Hinkelien Schreuder, Inge Dekker et Marleen Veldhuis (1 min 36 s 27).

### Invincible en relais

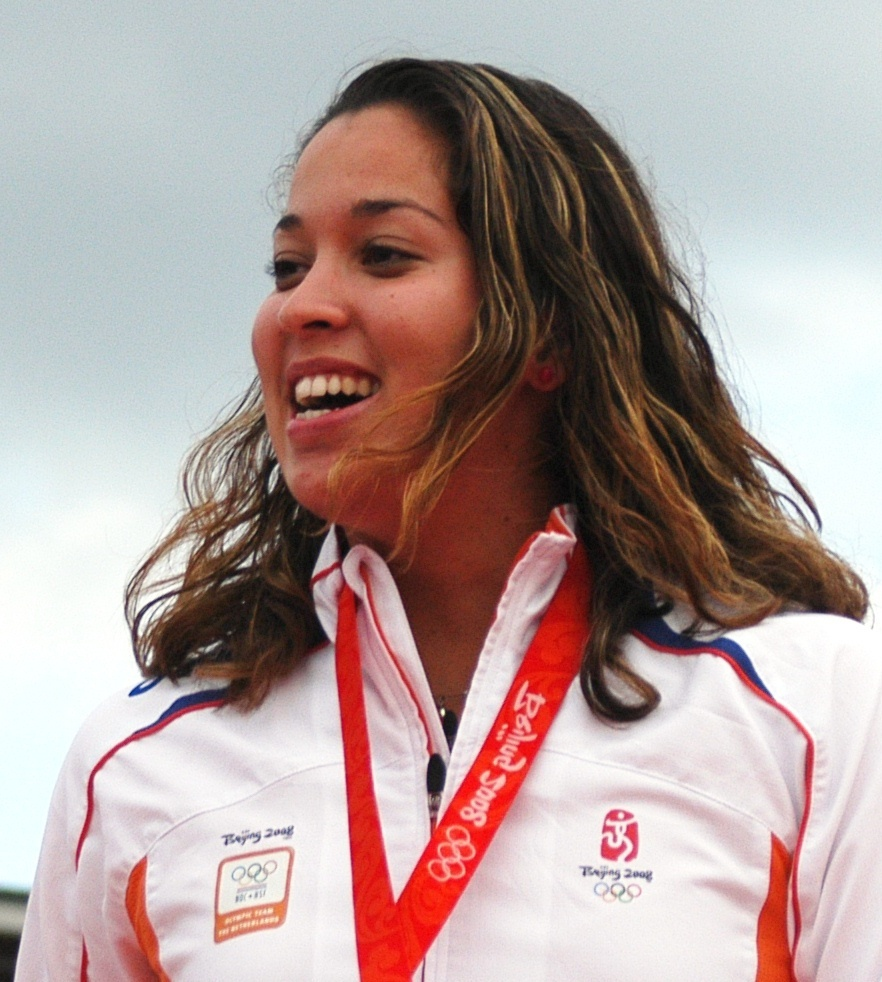
Ranomi Kromowidjojo à Amsterdam, 2008.

En mars 2008 ont lieu les championnats d'Europe à Eindhoven, la ville où Kromowidjojo s'entraîne. Devant leur public, les Néerlandaises du 4 × 100 m libre remportent la médaille d'or en battant le record du monde. Emmenées par une Marleen Veldhuis très performante (52 s 62 lancée), les Néerlandaises établissent la nouvelle marque à 3 min 35 s 22. Avec la même équipe, elle termine 4e du 4 × 200 m libre. Elle se place enfin 9e du 200 m libre individuel. Quelques semaines plus tard, lors des championnats du monde petit bassin à Manchester, Ranomi Kromowidjojo devient pour la première fois championne du monde, grâce au relais du 4 × 200 m libre. De plus, elle bat le record du monde, avec Dekker, Heemskerk et Veldhuis. Après les séries du 100 m nage libre, elle doit déclarer forfait à cause d'une blessure au coude.
La consécration de la nageuse a lieu quelques mois plus tard, une fois l'été venu. Elle est d'abord désignée talent de l'année par le NOC*NSF (entité regroupant la fédération et le Comité olympique néerlandais). Lors des Jeux olympiques de Pékin, Ranomi remporte la médaille d'or avec le relais du 4 × 100 m nage libre, avec un nouveau record olympique, pas très loin de leur record du monde (3 min 33 s 76). Aux côtés de Inge Dekker, Femke Heemskerk et Marleen Veldhuis, elle nage la finale et remporte là un titre olympique historique. Elle participe aussi aux relais du 4 × 200 m libre et du 4 × 100 m 4 nages, mais les Néerlandaises n'atteignent pas la finale. En individuel, Ranomi est éliminée dès les séries du 200 m libre.

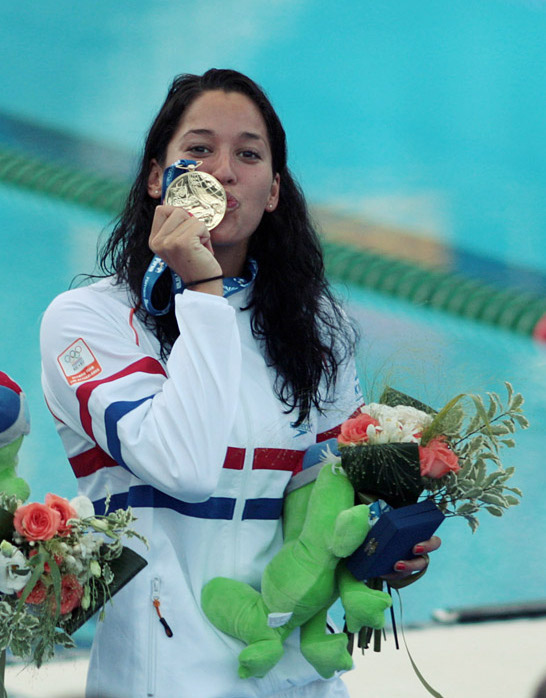
Ranomi championne du monde grand bassin du relais 4 × 100 m libre, 2009.

Après les Jeux, la nageuse batave déménage à Eindhoven et poursuit ses bonnes performances. À la Swim Cup d'Eindhoven, elle établit un nouveau record national sur 50 m dos en 28 s 70, et obtient sa qualification pour les mondiaux 2009 sur 100 m nage libre. Elle conclut l'année aux championnats d'Europe petit bassin de Rijeka. Kromowidjojo obtient de nouveaux bons résultats en relais avec deux médailles d'or sur 4 × 50 m libre et 4 × 50 m 4 nages. Dans la foulée de son record, elle remporte la première médaille individuelle de sa carrière avec une troisième place sur 100 m nage libre. Elle termine 6e du 50 m dos. Elle bat son record personnel sur ces deux épreuves. Après leurs titres olympique et mondiaux, Ranomi et le relais néerlandais concluent leur année 2008 en beauté en battant le record du monde du 4 × 100 m libre en petit bassin : la nouvelle marque est établie à 3 min 28 s 22, Kromowidjojo partie troisième relayeuse ayant nagé en 52 s 12.
L'année 2009 voit l'émergence des combinaisons « 100 % polyuréthane », mais, à l'instar de nageurs comme Michael Phelps, Kromowidjojo préfère nager avec le modèle Speedo LZR Racer vieux d'un an. Dans l'optique des championnats de l'été 2009, Ranomi prend part au meeting de Lyon en février, où elle nage le 100 m libre en 54 s 86 ; deux mois plus tard, elle réalise un temps de 54 s 26 à la Dutch Cup. Elle parachève sa préparation à la fin du mois de juin lors de l'Open de Paris, avec un 50 m nagé en 24 s 76, mais est absente de la course du 100 m. Les championnats du monde grand bassin débutent pour Kromowidjojo avec le troisième meilleur temps des séries du 100 m (53 s 61). Après avoir obtenu le cinquième temps des demi-finales (53 s 31), elle ne peut élever son niveau en finale et termine à la sixième place, dans une course dominée par l'Allemande Britta Steffen. Elle se rattrape avec le relais du 4 × 100 m libre où, en finale, elle est la relayeuse lancée la plus rapide (52 s 30), performance qui contribue à la victoire et au nouveau record du monde des Pays-Bas en 3 min 31 s 72.
La nageuse maintient son niveau jusqu'à la fin de l'année, avec les championnats d'Europe petit bassin à Istanbul, où elle ajoute quatre médailles à son palmarès. L'hégémonie sans partage du relais néerlandais, dont elle est un pilier depuis deux ans, se maintient avec deux nouveaux titres européens et deux nouveaux records du monde sur 4 × 50 m nage libre et 4 × 50 m 4 nages. Si elle n'a plus rien à prouver en relais où elle a déjà tout gagné, Ranomi Kromowidjojo commence à confirmer son statut en individuel, avec deux médailles d'argent sur 50 et 100 m nage libre, obtenues derrière deux compatriotes, respectivement Hinkelien Schreuder et Inge Dekker.

### Confirmation individuelle
À l'entame de la saison 2010, la FINA impose un retour aux maillots textile pour tous les nageurs. Kromowidjojo étonne avec un temps de 53 s 44 sur 100 m lors de l'Amsterdam Cup, une performance très proche du dernier record du monde avant l'ère des combinaisons en plastique (53 s 30 en 2006). Elle confirme avec un 50 m nagé en 24 s 40, s'affichant dès lors comme une candidate au podium lors des prochains « Europe » de Budapest. Elle domine les meetings suivants mais est stoppée nette dans son élan par une méningite virale contractée lors d'un stage d'entraînement à Tenerife. Sa condition est relativement grave et nécessite une hospitalisation. Elle doit en conséquence cesser toute activité sportive pendant sept semaines et manquer les championnats, alors que ses références en faisaient une favorite.

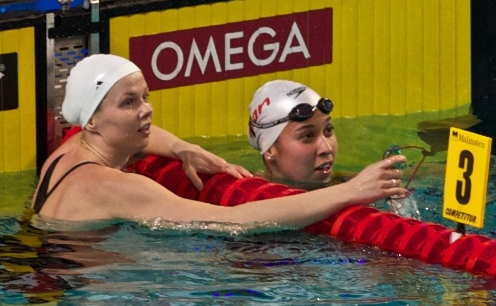
Ranomi Kromowidjojo (à droite) et Britta Steffen au cours des Championnats d'Europe en petit bassin de 2010.

Kromowidjojo reprend l'entraînement en septembre 2010 et revient en condition à la fin du mois de novembre pour les championnats d'Europe à Eindhoven, en petit bassin cette fois-ci. À domicile, elle obtient les premiers titres individuels internationaux de sa carrière, avec deux médailles d'or sur 50 et 100 m nage libre, chaque fois devant une compatriote (respectivement Hinkelien Schreuder et Femke Heemskerk). En plus des titres, Kromowidjojo est l'auteure de performances remarquables, établissant en finale du 100 m la meilleure performance mondiale de l'année avec un temps de 51 s 44. Sur le 50 m, elle devient la nageuse « textile » la plus rapide de l'histoire avec 23 s 58, le record du monde établi en combinaison par Marleen Veldhuis étant de 23 s 25. Le relais néerlandais, dont fait partie Kromowidjojo, confirme la mainmise de ses nageuses sur le sprint avec deux succès sur 4 × 50 m nage libre et 4 × 50 m 4 nages.
Les championnats du monde en petit bassin 2010 se profilent à Dubaï au mois de décembre, l'occasion pour Kromowidjojo de confirmer ses titres continentaux, mais aussi son statut de nageuse la plus rapide de l'année en petit bassin. Sur le 100 m nage libre, elle contrôle en parcours qualificatif en nageant aux alentours de 52 s 35, avant d'accélérer en finale et de remporter la course, en 51 s 45, soit presque le même temps qu'à Eindhoven - elle s'impose largement devant sa coéquipière Femke Heemskerk et l'Américaine Natalie Coughlin, qui terminent à plus de sept dixièmes de seconde. Ce tout premier titre individuel de championne du monde la met en confiance pour la suite, déclarant que « finir première aux Europe et maintenant lors de cette course sont un grand pas pour moi vers les Jeux olympiques ». Kromowidjojo enchaîne avec le 50 m libre et réalise le doublé : son temps en finale, 23 s 37, la rapproche encore du record de Veldhuis. Une troisième médaille d'or mondiale vient s'ajouter à son palmarès avec le relais néerlandais du 4 × 100 m nage libre, grand favori ; étant la nageuse en forme du moment, Ranomi est logiquement alignée dernière relayeuse et effectue les deux longueurs en 51 s 42, un temps que seule Dana Vollmer du relais américain parvient à approcher. Maintenant double championne d'Europe et du monde sur 50 et 100 m, Ranomi Kromowidjojo s'impose comme la sprinteuse de l'année 2010, et ce malgré la méningite qui lui a fait rater la saison en grand bassin.
Lors des Mondiaux de Shanghai en 2011, elle remporte la médaille de bronze du 100 m en 53 s 66 derrière la Biélorusse Aliaksandra Herasimenia et la Danoise Jeanette Ottesen, premières ex aequo en 53 s 45. Elle remporte également la médaille d'or avec le relais 4 × 100 m nage libre en 3 min 33 s 96.
En 2013, Kromowidjojo remporte le titre du 50 mètres nage libre aux Championnats du monde disputés à Barcelone. Elle gagne également le bronze sur 50 mètres papillon, 100 mètres nage libre et en relais 4 × 100 mètres nage libre. Dans la foulée de ces Mondiaux, la Néerlandaise bat pour un centième de seconde le record du monde du 50 mètres nage libre en petit bassin qui appartenait à sa compatriote Marleen Veldhuis lors de l'étape de Coupe du monde de natation d'Eindhoven.
Fin janvier 2022, Kromowidjojo, après seize années de sport de haut-niveau, met un terme à sa carrière de nageuse professionnelle à l'âge de 31 ans.

## Palmarès

### Jeux olympiques
- Jeux olympiques d'été de 2008 à Pékin (Chine) :
  -  Médaille d'or au titre du relais 4 × 100 m nage libre
- Jeux olympiques d'été de 2012 à Londres (Royaume-Uni) :
  -  Médaille d'or du 50 m nage libre
  -  Médaille d'or du 100 m nage libre
  -  Médaille d'argent au titre du relais 4 × 100 m nage libre

### Championnats du monde
| Grand bassin - Championnats du monde 2007 à Melbourne (Australie) : - Médaille de bronze au titre du relais 4 × 100 m nage libre - Championnats du monde 2009 à Rome (Italie) : - Médaille d'or au titre du relais 4 × 100 m nage libre - Championnats du monde 2011 à Shanghai (Chine) : - Médaille d'or au titre du relais 4 × 100 m nage libre - Médaille d'argent du 50 m nage libre - Médaille de bronze du 100 m nage libre - Championnats du monde 2013 à Barcelone (Espagne) : - Médaille d'or du 50 m nage libre - Médaille de bronze du 50 m papillon - Médaille de bronze du 100 m nage libre - Médaille de bronze au titre du relais 4 × 100 m nage libre - Championnats du monde 2015 à Kazan (Russie) : - Médaille d'argent du 50 m nage libre - Médaille d'argent au titre du relais 4 × 100 m nage libre - Médaille d'argent au titre du relais 4 × 100 m nage libre mixte - Championnats du monde 2017 à Budapest (Hongrie) : - Médaille d'argent du 50 m papillon - Médaille d'argent au titre du relais mixte 4 × 100 m nage libre - Médaille de bronze du relais 4 × 100 m nage libre - Médaille d'argent du 50 m nage libre - Championnats du monde 2019 à Gwangju (Corée du Sud) : - Médaille d'argent du 50 m papillon | Petit bassin - Championnats du monde 2008 à Manchester (Angleterre) : - Médaille d'or au titre du relais 4 × 200 m nage libre - Championnats du monde 2010 à Dubaï (Émirats arabes unis) : - Médaille d'or du 50 m nage libre - Médaille d'or du 100 m nage libre - Médaille d'or au titre du relais 4 × 100 m nage libre - Championnats du monde 2014 à Doha (Qatar) : - Médaille d'or du 50 m nage libre - Médaille d'or au titre du relais 4 × 50 m nage libre - Médaille d'or au titre du relais 4 × 100 m nage libre - Médaille d'or au titre du relais 4 × 200 m nage libre - Médaille de bronze du 100 m nage libre - Championnats du monde 2016 à Windsor (Canada) : - Médaille d'or du 50 m nage libre - Médaille d'argent du 100 m nage libre - Médaille d'argent au titre du relais 4 × 50 m nage libre - Médaille d'argent au titre du relais mixte 4 × 50 m nage libre - Médaille de bronze au titre du relais 4 × 100 m nage libre - Championnats du monde 2018 à Hangzhou (Chine) : - Médaille d'or du 50 m nage libre - Médaille d'or du 100 m nage libre - Médaille d'or du 50 m papillon - Médaille d'argent au titre du relais 4 × 50 m nage libre - Médaille d'argent au titre du relais 4 × 100 m nage libre - Médaille d'argent au titre du relais mixte 4 × 50 m nage libre - Médaille d'argent au titre du relais mixte 4 × 50 m 4 nages - Médaille de bronze au titre du relais 4 × 50 m 4 nages - Championnats du monde 2021 à Abou Dabi (Émirats arabes unis) : - Médaille d'or du 50 m papillon - Médaille d'or au titre du relais mixte 4 × 50 m 4 nages - Médaille d'argent du 50 m nage libre - Médaille d'argent au titre du relais mixte 4 × 50 m nage libre - Médaille de bronze au titre du relais 4 × 50 m nage libre - Médaille de bronze au titre du relais 4 × 50 m 4 nages |

### Championnats d'Europe
| Grand bassin - Championnats d'Europe 2006 à Budapest (Hongrie) : - Médaille d'argent au titre du relais 4 × 100 m nage libre - Championnats d'Europe 2008 à Eindhoven (Pays-Bas) : - Médaille d'or au titre du relais 4 × 100 m nage libre - Championnats d'Europe 2016 à Londres (Royaume-Uni) : - Médaille d'or du 50 m nage libre - Médaille d'or au titre du relais 4 × 100 m nage libre - Médaille d'or au titre du relais 4 × 100 m nage libre mixte - Médaille d'argent du 100 m nage libre - Championnats d'Europe 2018 à Glasgow (Écosse) : - Médaille de bronze du 50 m nage libre - Championnats d'Europe 2020 à Budapest (Hongrie) : - Médaille d'or du 50 m nage libre - Médaille d'or du 50 m papillon - Médaille d'argent au titre du relais 4 × 100 m nage libre - Médaille d'argent au titre du relais 4 × 100 m nage libre mixte - Médaille d'argent au titre du relais 4 × 100 m quatre nages mixte. | Petit bassin - Championnats d'Europe 2007 à Debrecen (Hongrie) : - Médaille d'or au titre du relais 4 × 50 m nage libre - Championnats d'Europe 2008 à Rijeka (Croatie) : - Médaille d'or au titre du relais 4 × 50 m nage libre - Médaille d'or au titre du relais 4 × 50 m 4 nages - Médaille de bronze du 100 m nage libre - Championnats d'Europe 2009 à Istanbul (Turquie) : - Médaille d'or au titre du relais 4 × 50 m nage libre - Médaille d'or au titre du relais 4 × 50 m 4 nages - Médaille d'argent du 50 m nage libre - Médaille d'argent du 100 m nage libre - Championnats d'Europe 2010 à Eindhoven (Pays-Bas) : - Médaille d'or du 50 m nage libre (23 s 58) - Médaille d'or du 100 m nage libre (51 s 44) - Médaille d'or au titre du relais 4 × 50 m nage libre - Médaille d'or au titre du relais 4 × 50 m quatre nages - Championnats d'Europe 2013 à Herning (Danemark) : - Médaille d'or du 50 m nage libre (23 s 36) - Médaille d'or du 100 m nage libre (51 s 78) - Médaille de bronze au titre du relais mixte 4 × 50 m nage libre - Championnats d'Europe 2015 à Netanya (Israël) : - Médaille d'or du 50 m nage libre (23 s 56) - Médaille d'or au titre du relais 4 × 50 m quatre nages - Médaille d'argent du 100 m nage libre (51 s 59) - Médaille d'argent au titre du relais 4 × 50 m nage libre - Médaille de bronze au titre du relais mixte 4 × 50 m nage libre |

### Records personnels
Ce tableau détaille les records personnels de Ranomi Kromowidjojo en grand et en petit bassin. L'indication RM signifie que le record personnel de la Néerlandaise constitue l'actuel record du monde de l'épreuve en question.
| Épreuve          | Temps         | Compétition                | Lieu                       | Date            |
| 50 m nage libre  | 23 s 85       | Championnats du monde 2017 | Budapest, Hongrie          | 30 juillet 2017 |
| 100 m nage libre | 52 s 75       | SwimCup                    | Eindhoven, Pays-Bas        | 13 avril 2012   |
| 200 m nage libre | 1 min 59 s 77 | Championnats d'Europe 2008 | Eindhoven, Pays-Bas        | 22 mars 2008    |
| 50 m dos         | 28 s 70       | SwimCup                    | Eindhoven, Pays-Bas        | 5 décembre 2008 |
| 100 m dos        | 1 min 3 s 47  |                            | Banská Bystrica, Slovaquie | 5 novembre 2011 |
| 50 m papillon    | 25 s 53       | Championnats du monde 2013 | Barcelone, Espagne         | 3 août 2013     |
| 100 m papillon   | 59 s 72       | Championnats des Pays-Bas  | Eindhoven, Pays-Bas        | 13 juillet 2009 |

| Épreuve          | Temps         | Compétition                               | Lieu                 | Date             |
| 50 m nage libre  | 23 s 24 – RM  | Coupe du monde FINA 2013                  | Eindhoven, Pays-Bas  | 7 août 2013      |
| 100 m nage libre | 51 s 28       | Coupe du monde FINA 2013                  | Berlin, Allemagne    | 11 août 2013     |
| 200 m nage libre | 1 min 55 s 77 | Duel in the Pool 2011                     | Atlanta, États-Unis  | 17 décembre 2011 |
| 400 m nage libre | 4 min 6 s 25  | Championnats des Pays-Bas en petit bassin | Amsterdam, Pays-Bas  | 19 décembre 2008 |
| 50 m dos         | 27 s 08       | Championnats d'Europe 2008                | Rijeka, Croatie      | 13 décembre 2008 |
| 100 m dos        | 59 s 90       | Championnats des Pays-Bas en petit bassin | Amsterdam, Pays-Bas  | 20 décembre 2008 |
| 50 m papillon    | 25 s 47       | Danmarks Mesterskab                       | Broenshoej, Danemark | 21 novembre 2014 |
| 100 m papillon   | 58 s 93       | International Swimmeeting                 | Bolzano, Italie      | 8 novembre 2009  |

### Records du monde battus
Ce tableau détaille le record du monde battu par Ranomi Kromowidjojo durant sa carrière; ce record l'a été en petit bassin.
| Épreuve                         | Temps   | Compétition         | Lieu                | Date        |
| 50 m nage libre en petit bassin | 23 s 24 | Coupe du monde 2013 | Eindhoven, Pays-Bas | 7 août 2013 |